# Mirosław Pawełczyk
Mirosław Pawełczyk (ur. 1972) – polski prawnik, doktor habilitowany nauk prawnych, profesor nadzwyczajny Uniwersytetu Śląskiego, specjalista w zakresie prawa administracyjnego i prawa gospodarczego.

## Życiorys
W 1996 ukończył studia prawnicze na Wydziale Prawa i Administracji Uniwersytetu Śląskiego. W 2002 na macierzystym wydziale na podstawie napisanej pod kierunkiem Jana Grabowskiego rozprawy pt. Gwarantowanie zamknięcia emisji akcji w publicznym obrocie papierami wartościowymi. Zagadnienia prawne otrzymał stopień naukowy doktora nauk prawnych w zakresie prawa, specjalność: prawo gospodarcze, prawo publiczne. Tam też na podstawie dorobku naukowego oraz rozprawy pt. Publicznoprawne obowiązki przedsiębiorstw energetycznych jako instrument zapewnienia bezpieczeństwa energetycznego w Polsce uzyskał w 2014 stopień doktora habilitowanego nauk prawnych w zakresie prawa.
Został profesorem nadzwyczajnym Uniwersytetu Śląskiego zatrudnionym w Katedrze Publicznego Prawa Gospodarczego Wydziału Prawa i Administracji UŚl. Był także nauczycielem akademickim Górnośląskiej Wyższej Szkoły Handlowej im. Wojciecha Korfantego w Katowicach.